# Українське кіно 1919-1921-х років
Українське кіно 1919-1921-х характеризується втратою короткотривалої незалежності України, червоним теророма проти українських культурних діячів, та виробництвом великої кількості радянських кіно-агіток на студіях УРСР.
В 1919 році УНР втрачає контроль над частиною Наддніпрянської України й ці землі окуповує Радянська імперія проголосивши утворення УРСР. Народний комісаріат освіти УРСР створює Всеукраїнський кінокомітет. у Києві починає видаватися журнал про кіно «Живий журнал». Оголошується конкурс сценаріїв про життя Тараса Шевченка, однак через наступ польських військ роботу над фільмом Михайла Бонча-Томашевського за сценарієм-переможцем припинено. Кінотеатри націоналізуються.

## Список фільмів, знятих в УРСР у 1919—1921 роках
З 1919 по 1921 рік в УРСР було знято понад 80 фільмів. Кіновиробництво у 1917—1921 роках на території України цього періоду поділяється на три типи: 1) проросійські-царські кіно-агітки російських кіномитців створені російськими кіностудіями що фізично розташовувалися на території України в Києві, Одесі та Харкові; 2) прорадянські кіно-агітки створені радянськими кіностудіями що фізично розташовувалися на території України в Києві, Одесі та Харкові; та 3) проукраїнські фільми створені українською кіностудією «Українфільм», що розташовувалося в Києві, підконтрольному УНР.

### Список ігрових фільмів
| Назва                              | Режисер                              | Рік  | Назва кіностудії                    |
| ---------------------------------- | ------------------------------------ | ---- | ----------------------------------- |
| Азіатська гостя                    | Михайло Вернер                       | 1919 | Всеукраїнський кінокомітет (Київ)   |
| Бой-баба                           | Михайло Вернер                       | 1919 | Всеукраїнський кінокомітет (Київ)   |
| Братній союз міста і села          | —                                    | 1919 | Всеукраїнський кінокомітет (Київ)   |
| Всенавч                            | Аксель Лундін                        | 1919 | Всеукраїнський кінокомітет (Київ)   |
| Вставай, прокляттям затаврований!  | Михайло Бонч-Томашевський            | 1919 | Всеукраїнський кінокомітет (Київ)   |
| До південного берега               | —                                    | 1919 | Всеукраїнський кінокомітет (Київ)   |
| Єдина світова республіка праці     | Яків Галицький                       | 1919 | Всеукраїнський кінокомітет (Київ)   |
| Жертви підвалу                     | Лев Замковой                         | 1919 | Всеукраїнський кінокомітет (Київ)   |
| Життя червоних курсантів           | —                                    | 1919 | Всеукраїнський кінокомітет (Київ)   |
| Заляканий буржуй                   | Михайло Вернер                       | 1919 | Всеукраїнський кінокомітет (Київ)   |
| Мир хатам, війна палацам           | Михайло Бонч-Томашевський            | 1919 | Всеукраїнський кінокомітет (Київ)   |
| Між двома прапорами                | Олександр Аркатов                    | 1919 | Всеукраїнський кінокомітет (Одеса)  |
| На допомогу червоному Харкову      | Аксель Лундін                        | 1919 | Всеукраїнський кінокомітет (Київ)   |
| Не плачте над трупами палих бійців | —                                    | 1919 | Всеукраїнський кінокомітет (Харків) |
| Павуки та мухи                     | В. Черноблер                         | 1919 | Всеукраїнський кінокомітет (Одеса)  |
| Паразит                            | Едвард Пухальский                    | 1919 | Всеукраїнський кінокомітет (Одеса)  |
| Перше травня                       | Михайло Вернер                       | 1919 | Всеукраїнський кінокомітет (Київ)   |
| Під червоною зіркою                | Михайло Вернер                       | 1919 | Всеукраїнський кінокомітет (Київ)   |
| Повстаньте, гнані і голодні!       | Михайло Бонч-Томашевський            | 1919 | Всеукраїнський кінокомітет (Київ)   |
| Примирення з совістю               | Олександр Аркатов                    | 1919 | Всеукраїнський кінокомітет (Київ)   |
| Революційний тримайте крок         | Аксель Лундін                        | 1919 | Всеукраїнський кінокомітет (Київ)   |
| Смерть і воскресіння               | —                                    | 1919 | Всеукраїнський кінокомітет (Київ)   |
| Саботажник                         | Микола Салтиков                      | 1919 | Всеукраїнський кінокомітет (Одеса)  |
| Слухайте, брати!                   | Михайло Бонч-Томашевський            | 1919 | Всеукраїнський кінокомітет (Київ)   |
| Той, хто прозрів                   | Лев Замковой                         | 1919 | Всеукраїнський кінокомітет (Київ)   |
| У царстві ката Денікіна            | Аксель Лундін                        | 1919 | Всеукраїнський кінокомітет (Київ)   |
| Хай живе червона армія!            | —                                    | 1919 | Всеукраїнський кінокомітет (Київ)   |
| Хай сутінок згине, хай сонце зійде | Аксель Лундін                        | 1919 | Всеукраїнський кінокомітет (Київ)   |
| Це буде останній вирішальний бій!  | Михайло Бонч-Томашевський            | 1919 | Всеукраїнський кінокомітет (Київ)   |
| Червона зірка                      | Сергій Ценін                         | 1919 | Всеукраїнський кінокомітет (Одеса)  |
| Червона ріпка                      | Михайло Бонч-Томашевський            | 1919 | Всеукраїнський кінокомітет (Київ)   |
| Червоний генерал                   | Аксель Лундін                        | 1919 | Всеукраїнський кінокомітет (Київ)   |
| Червоний командир                  | Михайло Бонч-Томашевський            | 1919 | Всеукраїнський кінокомітет (Київ)   |
| Червоні по білих                   | Микола Салтиков                      | 1919 | Всеукраїнський кінокомітет (Одеса)  |
| Червоні по поляках                 | Микола Салтиков                      | 1919 | Всеукраїнський кінокомітет (Одеса)  |
| Червоноармієць, хто твій ворог     | —                                    | 1919 | Всеукраїнський кінокомітет          |
| Чотири місяці у Денікіна           | Едвард Пухальский, Олександр Аркатов | 1919 | Всеукраїнський кінокомітет (Одеса)  |
| Все для фронту                     | Михайло Вернер                       | 1920 | Всеукраїнський кінокомітет (Київ)   |
| Два світи                          | Олександр Аркатов, В. Черноблер      | 1920 | Всеукраїнський кінокомітет (Одеса)  |
| Митько-бігунець                    | Микола Салтиков                      | 1920 | Всеукраїнський кінокомітет (Одеса)  |
| Ми переможемо                      | Микола Салтиков                      | 1920 | Всеукраїнський кінокомітет (Одеса)  |
| На світанні                        | Петро Чардинін                       | 1920 | Всеукраїнський кінокомітет (Одеса)  |
| Оповідання про сімох повішених     | Петро Чардинін, Микола Салтиков      | 1920 | Всеукраїнський кінокомітет (Одеса)  |
| Перше травня                       | Олександр Аркатов                    | 1920 | Всеукраїнський кінокомітет (Одеса)  |
| Польська шляхта                    | Микола Салтиков                      | 1920 | Всеукраїнський кінокомітет (Одеса)  |
| Червоний Касьян                    | Петро Чардинін                       | 1920 | Всеукраїнський кінокомітет (Одеса)  |
| Червоний кобзар                    | Михайло Бонч-Томашевський            | 1920 | Всеукраїнський кінокомітет (Київ)   |
| Велике зло                         | Аксель Лундін                        | 1921 | Всеукраїнський кінокомітет (Київ)   |
| Вовчий діл / За життя і свободу    | Сергій Ценін, С. Борисов             | 1921 | Всеукраїнський кінокомітет (Одеса)  |
| Герої і мученики Паризької комуни  | Аксель Лундін                        | 1921 | Всеукраїнський кінокомітет (Київ)   |
| Голод                              | —                                    | 1921 | Всеукраїнський кінокомітет (Київ)   |
| Знову на землі                     | Борис Глаголін                       | 1921 | Всеукраїнський кінокомітет (Одеса)  |
| Квіти на каменях                   | Аксель Лундін                        | 1921 | Всеукраїнський кінокомітет (Київ)   |
| Своєю власною рукою                | —                                    | 1921 | Всеукраїнський кінокомітет (Київ)   |
| Історія першого травня             | Сергій Ценін                         | 1921 | Всеукраїнський кінокомітет (Одеса)  |